# Криль, Игорь Иванович (политик)
И́горь Ива́нович Криль — политический деятель Украины, глава партии «Единый центр».

## Образование
- 1985 год — окончил Львовский политехнический институт, механико-технологический факультет по специальности «Технология машиностроения, металлорежущие станки и инструменты», инженер-механик;
- Тернопольский финансово-экономический институт
- Владеет английским языком

## Биография
- По окончании вуза работал инженером-программистом на ряде предприятий.
- с августа 1991 по май 1993 — директор мукачевского предприятия «Свопинг».
- с ноября 1996 по май 1999 — заместитель директора, директор, ООО «Барва», г. Ужгород (основателем и первым директором которого был Виктор Балога, в последующем глава Секретариата Президента Украины Виктора Ющенко).
- с июня 1999 по июнь 2001 — заместитель председателя Закарпатской областной государственной администрации по экономическим и финансово-кредитным вопросам, первый заместитель председателя. Председателем был Виктор Балога.
- На парламентских выборах 2006 года прошел в Верховную Раду под 71-м номером блока «Наша Украина».
- На досрочных выборах 2007 года получил депутатский мандат по списку блока «Наша Украина — Народная самооборона» (НУНС), стоял в списке под № 40. Занимал пост заместителя главы партии «Народный Союз „Наша Украина“».
- 27 марта 2008 года избран главой новой партии «Единый центр». Считается, что идейным вдохновителем создания новой партии выступил Виктор Балога[1].